# Stanislaw Ljudkewytsch

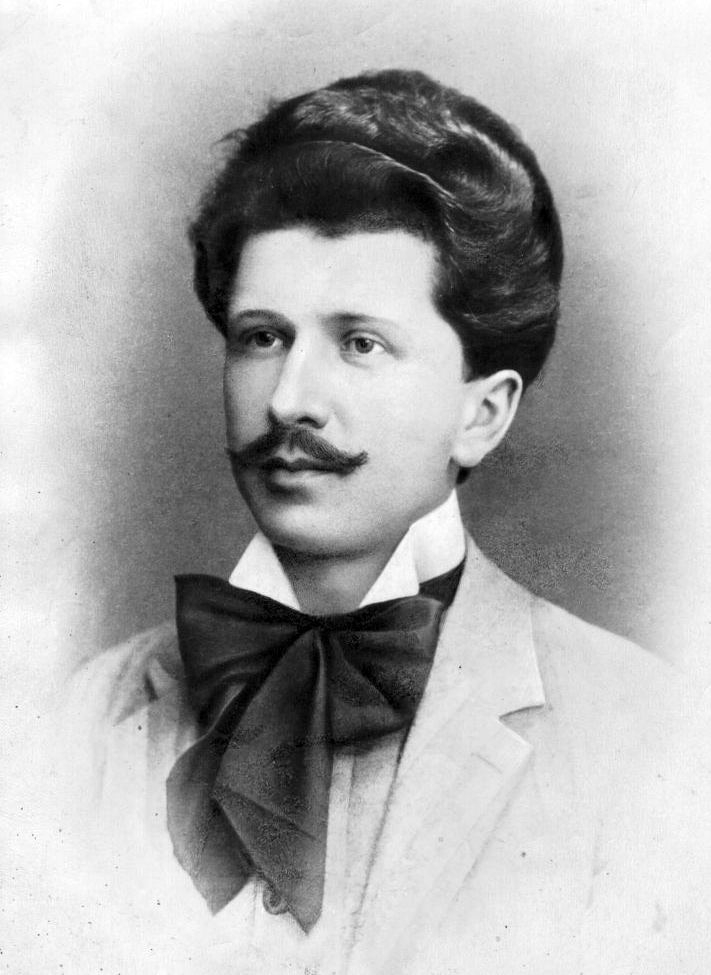
Stanislaw Ljudkewytsch

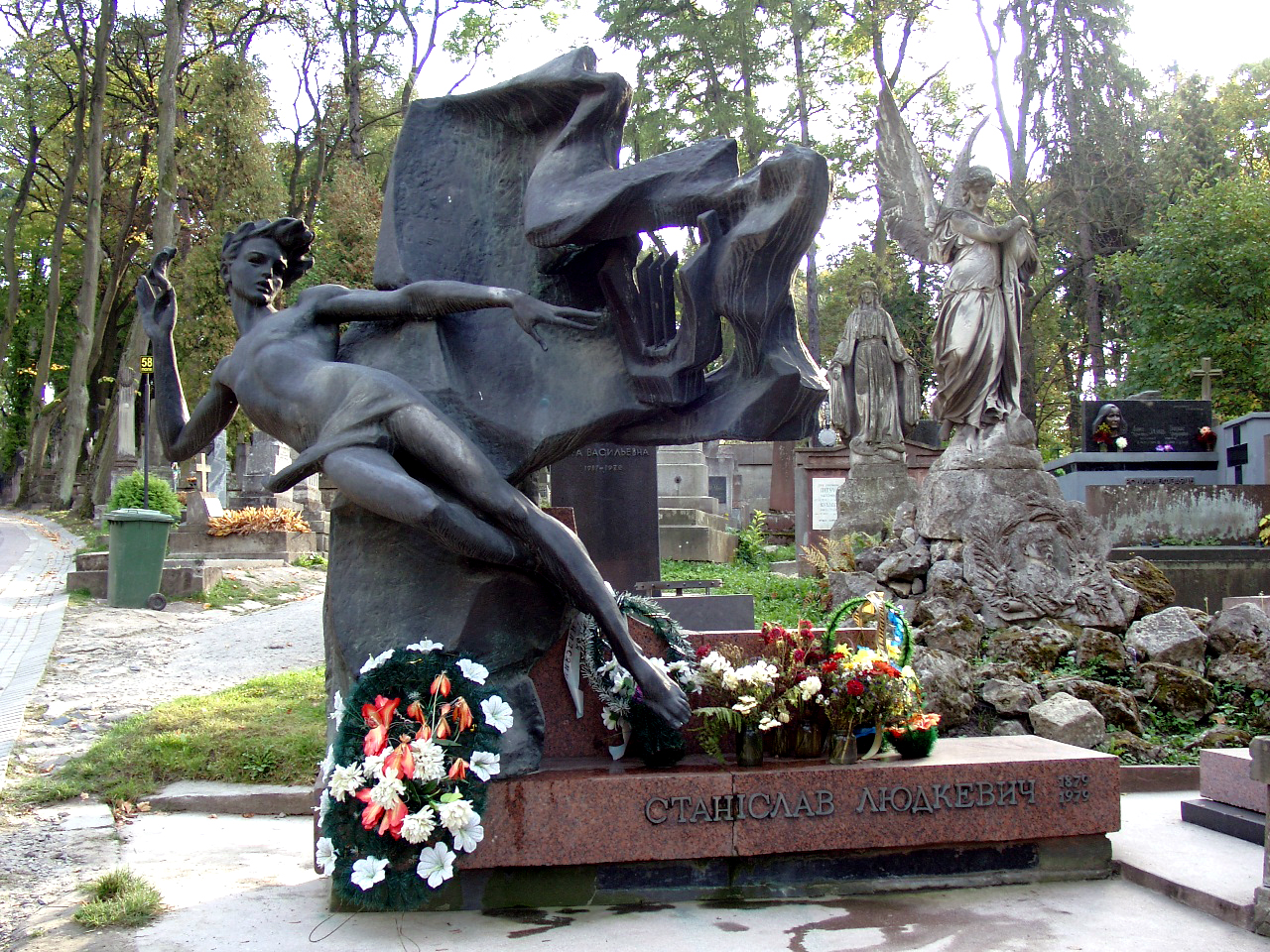
Grabmal für Stanislaw Ljudkewytsch auf dem Lytschakiwski-Friedhof in Lwiw

Stanislaw Pylypowytsch Ljudkewytsch (ukrainisch Станісла́в Пили́пович Людке́вич, russisch Станислав Филиппович Людкевич/ Stanislaw Filippowitsch Ljudkewitsch; * 12. Januarjul. / 24. Januar 1879greg. in Jarosław; † 10. September 1979 in Lwiw) war ein ukrainischer Komponist.

## Leben und Wirken
Ljudkewytsch studierte am Konservatorium von Lemberg und in Wien bei Alexander von Zemlinsky und Hermann Graedener. 1910 gründete er das Lysenko-Konservatorium und wurde Leiter des Musikvereins Bojan. Seit 1939 war er auch Mitarbeiter des Ethnologischen Instituts von Lemberg.
Er komponierte zwei Opern, sieben Tondichtungen, drei Klavierkonzerte und ein Violinkonzert, Klavierwerke, Kantaten, Chorwerke und Lieder. Daneben verfasste er didaktische Werke und Essays. Als sein Hauptverdienst wird die Herausgabe von eintausendfünfhundert ukrainischen Volksliedern angesehen.
Nach Ljudkewytsch ist seit dem 19. Dezember 1939 die Staatliche Stanislaw-Ljudkewytsch-Musikhochschule im Stadtzentrum Lwiws (zuvor Mykola-Lyssenko-Musikinstitut) benannt.
Ljudkewytsch verstarb am 10. September 1979 in Lwiw im Alter von 100 Jahren.
Im September 2017 fand in Lwiw das erste Ljudkewytsch-Fest (Людкевич Фест) statt.